# 世界管樂協會
世界管樂協會（World Association for Symphonic Bands and Ensembles，縮寫WASBE），一個國際管樂組織，在1981年於英國曼徹斯特成立。
協會是音樂愛好者、教師和樂器製造商、音樂家、作曲家、出版商、樂團、管樂團的領導者，致力於管樂團的國際交流活動。 1989年，協會成為聯合國教科文組織（UNESCO）國際音樂理事會（International Music Council）的會員。 

## 世界管樂會議
世界管樂會議（WASBE World Conference）是每兩年一次的管樂國際會議。在會議期間，來自世界各地的專業和業餘管樂團參加講座、研討會、研究簡報、展覽唱片等等。
由於財政原因，原定2013年世界管樂會議的主辦城市放棄主辦，補上的西班牙華倫西亞因時間倉促，未能如期舉行會議。因此2013年沒有世界管樂會議。再下一屆世界管樂會議會在2015年舉行。

### 世界青年管樂團
世界青年管樂團（International Youth Wind Orchestra）是由來自世界各地、被精心挑選的年輕的音樂家組成，來自1985年第二屆世界管樂會議，約50成員WASBE國際錦標賽的年輕的音樂家，組成了「世界管樂協會國際榮譽樂團」。1991年第五次世界管樂會議改名為「世界青年管樂團」。

### 舉行歷史
| 屆數      | 年月日                  | 地點                    | 備註 |
| --------- | ----------------------- | ----------------------- | ---- |
| 設立 協會 | 1981年                  | 曼徹斯特，英國          |      |
| 第1屆     | 1983年                  | 希恩，挪威              |      |
| 第2屆     | 1985年                  | 科特賴克，比利時        |      |
| 第3屆     | 1987年                  | 波士頓，美國            |      |
| 第4屆     | 1989年                  | 凱爾克拉德，荷蘭        |      |
| 第5屆     | 1991年                  | 曼徹斯特，英國          |      |
| 第6屆     | 1993年 7月13日 - 20日   | 華倫西亞，西班牙        |      |
| 第7屆     | 1995年 7月23日 - 29日   | 浜松, 日本              |      |
| 第8屆     | 1997年 7月5日 - 13日    | 施拉德明，奧地利        |      |
| 第9屆     | 1999年 7月5日 - 11日    | 聖路易斯-奧比斯保，美國 |      |
| 第10屆    | 2001年                  | 盧塞恩，瑞士            |      |
| 第11屆    | 2003年 6月29日 - 7月5日 | 延雪平, 瑞典            |      |
| 第12屆    | 2005年 7月10日 - 16日   | 新加坡，新加坡          |      |
| 第13屆    | 2007年 7月8 - 14日      | 凱里郡, 愛爾蘭          |      |
| 第14屆    | 2009年 7月5日 - 11日    | 辛辛那堤, 美國          |      |
| 第15屆    | 2011年 7月3日 - 9日     | 嘉義市, 臺灣            |      |
| 第16屆    | 2015年 7月12日 - 18日   | 聖荷西, 美國            |      |
| 第17屆    | 2017年 7月18日 - 22日   | 烏特勒支, 荷蘭          |      |
| 第18屆    | 2019年 7月9日 - 13日    | 布尼奧爾, 西班牙        |      |
| 第19屆    | 2022年 7月12日 - 18日   | 布拉格, 捷克            |      |
| 第20屆    | 2024年 7月16日 - 20日   | 光州，韓國              |      |

## 外部連結
- 世界管樂協會官方網站 （页面存档备份，存于）